# Ádám Országh
Ádám Országh (* 6. Oktober 1989 in Szeged) ist ein ungarischer Handballspieler.
Der 1,83 m große rechte Außenspieler spielte für den ungarischen Verein Csurgói KK, mit dem er in der Saison 2012/13 den dritten Platz in der ersten ungarischen Liga belegte und am EHF-Pokal 2013/14 teilnahm. Von 2014 bis 2016 lief er für Ceglédi KK auf, in der Saison 2016/17 für Gyöngyösi KK. Ab der Saison 2017/18 stand er beim Dabas KK unter Vertrag. Nach zwei Jahren wechselte er zu Kecskeméti TE, bei dem er mit 103 Toren bester Werfer der Mannschaft in der Saison 2020/21 war. In der Saison 2021/22 musste er mit dem Team aus Kecskemét in die zweite ungarische Liga absteigen.
Mit der ungarischen Nationalmannschaft belegte Országh bei der Europameisterschaft 2018 den 14. Platz. Er stand bei einem Spiel im Kader, blieb aber ohne Einsatzzeit. Bisher bestritt er fünf Länderspiele, in denen er fünf Tore erzielte.